# 야마구마역
야마구마역(일본어: 山隈駅)은 일본 후쿠오카현 아사쿠라군 지쿠젠정에 위치한 아마기 철도 아마기 선의 역이다.

## 역사
- 1987년 11월 1일: 영업 개시.

## 역 구조
단선 승강장 1면 1선의 지상역이다. 역사는 없고 대기소가 설치되어 있는 무인역이다. 화장실은 승강장의 니시타치아라이 방향에 설치되어 있다.

## 역 주변
- 세븐 일레븐 미와 야마그마점
- 국도 제500호선

## 인접역
| 아마기 철도 ■ 아마기 선    | 아마기 철도 ■ 아마기 선 | 아마기 철도 ■ 아마기 선 |
| -------------------------- | ----------------------- | ----------------------- |
| 니시타치아라이 기야마 방면 |                         | 다치아라이 아마기 방면  |